# Надежда Бесфамилна
Надежда Викторовна Бесфамилна (рус. Наде́жда Ви́кторовна Бесфами́льная; Москва, 27. децембар 1950) бивша је совјетска и руска атлетичарка, освајач бронзане медаље на Олимпијским играма

## Спортска каријера
Године 1972. Надежда Бесфамилна учествовала на Олимпијским играма у Минхену, где је заузела 5. место у полуфиналу трке на 200 метара и 5. као део штафете 4 × 100 метара.
На Олимпијским играма1976. у Монтреалу освојила је бронзану медаљу у такмичењу штафета 4 × 100 метара са Татјаном Пророченком, Људмилом Маслаковом и Вером Анисимовом. У појединачној конкуренцији учествовала је у тркама на 100 и 200 метара, али није дошла до финала.
Освојила 13 совјетских титула: 100 м (1971—73(; 200 у (1969, 1971—72 и 1975) и 4 х 100 метара (1971—76).
По завршетку спортске каријере Бесфамилна је у Москви радила као атлетски тренер.

## Значајнији резултати
| Датум | Такмичење                    | Место    | Дисциплина | Пласман | Резултат                   | Извори |
| ----- | ---------------------------- | -------- | ---------- | ------- | -------------------------- | ------ |
| 1970  | Европско првенство у дворани | Беч      | 60 м       | 4.      | 11,9                       |        |
| 1970  | Европско првенство у дворани | Беч      | 4 х 200 м  |         | 1:35,7СРд, ЕРд, РЕПд, НРд. |        |
| 1971. | Европско првенство           | Хелсинки | 200 м      | 4.      | 23.42                      |        |
| 1971. | Европско првенство           | Хелсинки | 4 х 100 м  |         | 47,5                       |        |
| 1972  | Олимпијске игре              | Минхен   | 200 м      | 11.     | 23.3                       |        |
| 1972  | Олимпијске игре              | Минхен   | 4 х 100 м  | 5.      | 43.59                      |        |
| 1976  | Олимпијске игре              | Монтреал | 100 м      | 24.     | 11,83                      |        |
| 1976  | Олимпијске игре              | Монтреал | 200 м      | 15.     | 23,38                      |        |
| 1976  | Олимпијске игре              | Монтреал | 4 х 100 м  |         | 43.09                      |        |

## Лични рекорди
- 60 м (дворанаe): 7,1 с, 2. март 1974. Москва
- 100 м: 11,2 с, 3. јун 1971. Рига
- 200 м: 22,8 с, 12. август 1972. Москва